# Ars praedicandi populo
L'Ars praedicandi populo ("Manuale di predicazione al popolo") è un'opera letteraria scritta da Francesc Eiximenis in latino prima del 1379. Appartiene al genere dei manuali di predicazione, che ebbe grande sviluppo nel Medioevo fra i filosofi scolastici.
L'opera fu ritrovata in un manoscritto a Cracovia dal frate capuccino Martí de Barcelona, che lo trascrisse e lo corresse nel 1936. 

## Struttura
L'opera indica per le prediche una struttura semplice, in tre parti:
- introductio (introduzione): un'introduzione generale al tema basata in un passo delle Scritture.
- introductio thematis (introduzione al tema): un'introduzione diretta al tema.
- divisio thematis (divisione del tema): divisione del tema, seguendo delle direttive logiche e mnemotecniche.

## Diffusione
Secondo l'erudito Manuel Sanchis Guarner, lo schema di divisione dei sermoni proposto in quest'opera sarebbe stato seguito nelle prediche del grande predicatore valenciano dell'epoca, san Vincenzo Ferrer.